# العلاقات الألبانية الجيبوتية
العلاقات الألبانية الجيبوتية هي العلاقات الثنائية التي تجمع بين ألبانيا وجيبوتي.

## مقارنة بين البلدين
هذه مقارنة عامة ومرجعية للدولتين:
| وجه المقارنة                                              | ألبانيا                                                    | جيبوتي                    |
| --------------------------------------------------------- | ---------------------------------------------------------- | ------------------------- |
| المساحة (كم2)                                             | 28.75 ألف                                                  | 23.20 ألف                 |
| عدد السكان (نسمة)                                         | 3.02 مليون                                                 | 956.99 ألف                |
| الكثافة السكانية (ن./كم²)                                 | 105.04                                                     | 41.25                     |
| العاصمة                                                   | تيرانا                                                     | جيبوتي                    |
| اللغة الرسمية                                             | اللغة الألبانية                                            | لغة فرنسية، اللغة العربية |
| العملة                                                    | ليك ألباني                                                 | فرنك جيبوتي               |
| الناتج المحلي الإجمالي (بليون دولار)                      | 13.04 مليار                                                | 1.84 مليار                |
| الناتج المحلي الإجمالي (تعادل القوة الشرائية) بليون دولار | 33.17 مليار                                                | 3.10 مليار                |
| الناتج المحلي الإجمالي الاسمي للفرد دولار أمريكي          | 3.94 ألف                                                   | 1.95 ألف                  |
| الناتج المحلي الإجمالي للفرد دولار أمريكي                 | 11.11 ألف                                                  | 3.27 ألف                  |
| مؤشر التنمية البشرية                                      | 0.764                                                      | 0.470                     |
| رمز المكالمات الدولي                                      | +355                                                       | +253                      |
| رمز الإنترنت                                              | .al                                                        | .dj                       |
| المنطقة الزمنية                                           | توقيت وسط أوروبا، ت ع م+01:00، ت ع م+02:00، أوروبا/تيرانا ‏ | ت ع م+03:00               |

## منظمات دولية مشتركة
يشترك البلدان في عضوية مجموعة من المنظمات الدولية، منها:
| علم المنظمة | اسم المنظمة                        | تاريخ انضمام ألبانيا | تاريخ انضمام جيبوتي |
| ----------- | ---------------------------------- | -------------------- | ------------------- |
|             | الاتحاد البريدي العالمي            | ?                    | ?                   |
|             | مؤسسة التنمية الدولية              | 15 أكتوبر 1991       | 1 أكتوبر 1980       |
|             | منظمة حظر الأسلحة الكيميائية       | ?                    | ?                   |
|             | منظمة التجارة العالمية             | ?                    | ?                   |
|             | الأمم المتحدة                      | 14 ديسمبر 1955       | 20 سبتمبر 1977      |
|             | وكالة ضمان الاستثمار متعدد الأطراف | 15 أكتوبر 1991       | 12 يناير 2007       |
|             | منظمة الشرطة الجنائية الدولية      | ?                    | ?                   |
|             | مؤسسة التمويل الدولية              | 15 أكتوبر 1991       | 1 أكتوبر 1980       |
|             | الاتحاد الدولي للاتصالات           | 2 يونيو 1922         | 22 نوفمبر 1977      |
|             | البنك الدولي للإنشاء والتعمير      | 15 أكتوبر 1991       | 1 أكتوبر 1980       |
|             | منظمة التعاون الإسلامي             | ?                    | ?                   |
|             | يونسكو                             | 16 أكتوبر 1958       | 31 أغسطس 1989       |

## وصلات خارجية
- موقع وزارة الخارجية الألبانية